# John Dolan (Bischof)

Bischofswappen von John Patrick Dolan

Wappen von John Patrick Dolan als Weihbischof in San Diego

John Patrick Dolan (* 8. Juni 1962 in San Diego, Kalifornien) ist ein US-amerikanischer Geistlicher und römisch-katholischer Bischof von Phoenix.

## Leben
John Dolan wuchs in Clairemont, einem Stadtteil von San Diego, auf. Er besuchte die Grundschule der Pfarrei St. Mary Magdalene und später die University of San Diego High School. Von 1981 bis 1985 studierte Dolan Philosophie am Priesterseminar Saint Francis und an der University of San Diego sowie von 1985 bis 1989 Katholische Theologie am Priesterseminar Saint Patrick in Menlo Park. Am 1. Juli 1989 empfing er in der Kirche San Rafael in Rancho Bernardo durch den Bischof von San Diego, Leo Thomas Maher, das Sakrament der Priesterweihe.
Dolan war zunächst als Pfarrvikar der Pfarreien Saint Michael in San Diego (1989–1991) und Santa Sophia in Spring Valley (1991–1992) tätig, bevor er Verantwortlicher für die Berufungspastoral im Bistum San Diego wurde. Danach wirkte er als Pfarrer der Pfarreien Saint Mary Star of the Sea in Oceanside (1996–2001), Saint Michael in San Diego (2001–2002), Saint Rose of Lima in Chula Vista (2002–2014) und Saint Michael in Poway (2014–2016). 2016 wurde John Dolan Bischofsvikar für den Klerus und Pfarrer der Pfarrei Saint John in San Diego.
Am 19. April 2017 ernannte ihn Papst Franziskus zum Titularbischof von Uchi Maius und zum Weihbischof in San Diego. Die Bischofsweihe spendete ihm der Bischof von San Diego, Robert Walter McElroy, am 8. Juni desselben Jahres in der Kirche St. Thérèse of Carmel in Del Mar; Mitkonsekratoren waren der emeritierte Bischof von San Diego, Robert Henry Brom, und der Bischof von Monterey in California, Richard John Garcia. Sein Wahlspruch Abide in my love („Bleib in meiner Liebe“) stammt aus Joh 15,10 . Als Weihbischof blieb John Dolan weiterhin Bischofsvikar für den Klerus. Zudem wurde er 2017 Generalvikar des Bistums San Diego und Moderator der Kurie.
Außerdem engagiert sich Dolan für die Suizidprävention und die pastorale Betreuung der Hinterbliebenen von Suizidanten sowie die Förderung der psychischen Gesundheit. Die zwei von ihm mitherausgegebenen Werke Responding to suicide. A pastoral handbook und When a loved one dies by suicide erhielten 2021 den Exzellenzpreis der Association of Catholic Publishers. Ferner gehörte Dolan dem Catholic Institute for Mental Health der University of San Diego, der American Haitian Foundation und den Survivors of Suicide Loss – San Diego sowie dem Vorstand des Obdachlosenhilfevereins Father Joe’s Village an. Er fungierte als Kaplan der Association of Catholic Mental Health Ministers und setzte sich für die Lost Boys of Sudan ein. Darüber hinaus war er ab 2020 Leiter der afroamerikanischen Antirassismus-Taskforce der California Catholic Conference.
Papst Franziskus bestellte ihn am 10. Juni 2022 zum Bischof von Phoenix. Die Amtseinführung erfolgte am 2. August desselben Jahres.
In der US-amerikanischen Bischofskonferenz gehört Dolan der Migrationskommission und der Kommission für den Kinder- und Jugendschutz an.

## Schriften
- Rose of Lima. A Nine Day Study of Her Life. SRL Library, 2006, ISBN 978-1-4243-0832-3.
- Who Is Like God. A Nine Day Journey with St. Michael The Archangel. SRL Library, 2014, ISBN 978-0-692-28759-0.
- John Dolan, Ed Shoener: Discussing the Hard Questions and Accompanying the Grieving. In: Ed Shoener, John Dolan (Hrsg.): Responding to suicide. A pastoral handbook for Catholic leaders. Ave Maria Press, Notre Dame, Indiana 2020, ISBN 978-1-64680-011-7, S. 71–82.
- A message for sibling surviors of suicide loss: learn to share your story. In: Ed Shoener, John Dolan (Hrsg.): When a loved one dies by suicide. Comfort, hope and healing for grieving Catholics. Ave Maria Press, Notre Dame, Indiana 2020, ISBN 978-1-64680-013-1, S. 1–14.
- John Dolan, Ed Shoener: What the Catholic Church teaches about suicide. In: Ed Shoener, John Dolan (Hrsg.): When a loved one dies by suicide. Comfort, hope and healing for grieving Catholics. Ave Maria Press, Notre Dame, Indiana 2020, ISBN 978-1-64680-013-1, S. 61–72.